# TV 아사히 토요 나이트 드라마
TV 아사히 토요 나이트 드라마(일본어: 土曜ナイトドラマ Saturday Night Drama[*])는 TV 아사히 계열에서 매주 토요일의 드라마이다.

## 개요
2000년 봄, TV 아사히가 일련의 드라마 시리즈에 등장하면서 20시 월요일의 '월요일의 드라마 · 인'과 20 일의 토요일의 '토요일의 드라마'의 두 프레임이 버려진 프레임으로 대체되었고, 대신 주말 (금, 토)의 "밤 드라마"프레임은 신규의 23시 프레임에 설정되면서, 기존의 주요 프레임 드라마와는 다른 새로운 라인 드라마에 도전했다. 외관의 측면에서, 그것은 "토요일 드라마"의 방송 프레임을 이동하는 형태였다.
그러나 불과 1년 반에서 카토리 싱고 사회 정보 토크쇼 "SmaSTATION !!"의 방송 시간 확보에 대한 종료하고 그러면 1959년 12월에 토요일 20시 범위 해외 드라마 범위로 방송을 시작부터 중단 · 시대극 → 현대극으로의 전환 변경 시간 프레임 이전 등을 반복하면서도 방송 된 온 토요일 연속 드라마 범위는 여기서 일단 폐지된다.
"일요 나이트 드라마"는 토요일 프레임을 폐지한 지 8년 반 후인 2010년 4월 늦은 일요일 프레임에서 시작되었다. 그것은 다음 해에 "일요일 밤 프리미어"를 갱신하고, 2012년 3월 종료되었다.
그동안 일요일 새벽에는 2017년 1월 22일 (21일 자정)에서 7월 2일 (1일 자정)까지 0 시대에 "두부 프로 레슬링"(豆腐プロレス, とうふプロレス)이 방송되기도 했다.
또한, 2017년 9월 "SmaSTATION !!" 이 프레임은 10 월의 조직 개편으로 재개되었고, 토요일 심야의 연속 드라마 프레임은 약 16년 만에 처음으로 부활했다.
금요일 밤의 드라마와 마찬가지로, 기간의 시작과 끝에는 특별한 숫자와 스포츠 방송의 방송이 있으며, 그 중 많은 수가 전반적인 방송이 거의 없다.

## 작품 소개

### 2000년대
- 《29세의 우울 파라다이스 써티》
- 《OL 비쥬얼계》 (제1시리즈)
- 《지금 만실》
- 《여기 만의 이야기》
- 《es 위험한 문 -사랑을 수갑으로 연결시-》
- 《사오토메 태풍》

### 2010년대
- 《어른 고교》
- 《내일의 네가 더 좋아》
- 《아재's 러브》
- 《히모맨》
- 《당신에게는 넘겨주지 않아》
- 《내 첫사랑을 너에게 바친다》
- 《도쿄 독신 남자》
- 《폭소 개그왕》
- 《아재's 러브-in the sky-》

### 2020년대
- 《알리바이를 깨드립니다》
- 《M 사랑해야 할 사람이 있어서》
- 《요괴 쉐어하우스》
- 《선생님을 없애는 방정식》
- 《모코미~그 여자 좀 이상한데~》
- 《울지마 연수의》

## 편성 정보
| 방송대상지역         | 방송국                      | 계열           | 방송시각                        | 비고      |
| -------------------- | --------------------------- | -------------- | ------------------------------- | --------- |
| 간토 광역권          | TV 아사히（EX）             | TV 아사히 계열 | 토요일 23:15 - 24:05            | 제작국    |
| 홋카이도             | 홋카이도 TV 방송（HTB）     | TV 아사히 계열 | 토요일 23:15 - 24:05            | 동시 편성 |
| 아오모리현           | 아오모리 아사히 방송（ABA） | TV 아사히 계열 | 토요일 23:15 - 24:05            | 동시 편성 |
| 이와테현             | 이와테 아사히 TV（IAT）     | TV 아사히 계열 | 토요일 23:15 - 24:05            | 동시 편성 |
| 아키타현             | 아키타 아사히 방송（AAB）   | TV 아사히 계열 | 토요일 23:15 - 24:05            | 동시 편성 |
| 미야기현             | 히가시닛폰 방송（KHB）      | TV 아사히 계열 | 토요일 23:15 - 24:05            | 동시 편성 |
| 야마가타현           | 야마가타 TV（YTS）          | TV 아사히 계열 | 토요일 23:15 - 24:05            | 동시 편성 |
| 후쿠시마현           | 후쿠시마 방송（KFB）        | TV 아사히 계열 | 토요일 23:15 - 24:05            | 동시 편성 |
| 니가타현             | 니가타 TV21（UX）           | TV 아사히 계열 | 토요일 23:15 - 24:05            | 동시 편성 |
| 나가노현             | 나가노 아사히 방송（abn）   | TV 아사히 계열 | 토요일 23:15 - 24:05            | 동시 편성 |
| 시즈오카현           | 시즈오카 아사히 TV（SATV）  | TV 아사히 계열 | 토요일 23:15 - 24:05            | 동시 편성 |
| 이시카와현           | 호쿠리쿠 아사히 방송（HAB） | TV 아사히 계열 | 토요일 23:15 - 24:05            | 동시 편성 |
| 주쿄광역권           | 나고야 TV 방송（NBN）       | TV 아사히 계열 | 토요일 23:15 - 24:05            | 동시 편성 |
| 긴키 광역권          | 아사히 TV 방송（ABC）       | TV 아사히 계열 | 토요일 23:15 - 24:05            | 동시 편성 |
| 히로시마현           | 히로시마 홈 TV（HOME）      | TV 아사히 계열 | 토요일 23:15 - 24:05            | 동시 편성 |
| 야마구치현           | 야마구치 아사히 방송（yab） | TV 아사히 계열 | 토요일 23:15 - 24:05            | 동시 편성 |
| 가가와현・오카야마현 | 세토나이카이 방송（KSB）    | TV 아사히 계열 | 토요일 23:15 - 24:05            | 동시 편성 |
| 에히메현             | 에히메 아사히 TV（eat）     | TV 아사히 계열 | 토요일 23:15 - 24:05            | 동시 편성 |
| 후쿠오카현           | 큐슈 아사히 방송（KBC）     | TV 아사히 계열 | 토요일 23:15 - 24:05            | 동시 편성 |
| 나가사키현           | 나가사키 문화방송（NCC）    | TV 아사히 계열 | 토요일 23:15 - 24:05            | 동시 편성 |
| 구마모토현           | 구마모토 아사히 방송（KAB） | TV 아사히 계열 | 토요일 23:15 - 24:05            | 동시 편성 |
| 오이타현             | 오이타 아사히 방송（OAB）   | TV 아사히 계열 | 토요일 23:15 - 24:05            | 동시 편성 |
| 가고시마현           | 가고시마 방송（KKB）        | TV 아사히 계열 | 토요일 23:15 - 24:05            | 동시 편성 |
| 오키나와현           | 류큐 아사히 방송（QAB）     | TV 아사히 계열 | 토요일 23:15 - 24:05            | 동시 편성 |
| 도야마현             | 튤립 TV (TUT)               | TBS 계열       | 수요일 0:36 - 1:30 （화요심야） | 지연 편성 |
| 고치현               | TV 고치 (KUTV)              | TBS 계열       | 토요일 0:20 - 1:14 （금요심야） | 지연 편성 |
| 돗토리현・시마네현   | 니혼카이 TV (NKT)           | NTV 계열       | 금요일 1:35 - 2:35 （목요심야） | 지연 편성 |